# En pleines ténèbres
En pleines ténèbres (titre original : Into the Dark) est une série littéraire de science-fiction s'inscrivant dans l'univers étendu de Star Wars. Elle prend place dans le projet La Haute République, et se déroule au troisième siècle avant la bataille de Yavin.

## Résumé
Reath Silas est le padawan du Maitre Jedi Jora Malli, membre du Conseil de l'Ordre Jedi. Peu porté sur l'action et l'aventure, il se destine à être érudit et archiviste Jedi. Mais toute ses projets sont réduits en cendres quand son mentor lui annonce avoir été affectée à la nouvelle base de l'Ordre Jedi dans la Bordure Extérieure, le Flambeau Stellaire. Retrouvant d'autre Jedi eux aussi affectés dans la région, il embarque à bord d'un vaisseau cargo pour la Frontière avec un équipage aussi hétéroclite que surprenant.
C'est alors que frappe la catastrophe du Legacy Run, qui perturbe durablement l'hyperespace et oblige les Jedis et d'autres cargos à s'arrimer à une ancienne station abandonnée. Les informations reçues sont parcellaires, mais conduisent la République aux pirates Nihils, qui semblent liés à ce désastre. C'est en affrontant cette nouvelle menace que Jora Malli trouve la mort. Mais alors que Silas, ayant découvert qu'il avait croisé sans le savoir des Nihils sur la station, tente de les retrouver en partant du lieu de leur rencontre, il s'avère qu'une autre menace du Côté Obscur tapie dans la station se réveille après un sommeil presque éternel, une menace telle que même les anciens Seigneurs Sith la redoutaient par-dessus tout.

## Personnages
- Reath Silas : humain Padawan Jedi
- Jora Malli : femelle togruta Maître Jedi
- Dez Rydan  : humain Chevalier Jedi
- Orla Jareni: femelle umbarien Chevalier Jedi
- Cohmac Vitus : humain Maître Jedi

## Chronologie
1. En pleines ténèbres (Into the Dark) – 232 av. BY.
2. Hors de l'ombre (Out of the Shadows) - 231 av. BY.
3. Horizon funèbre (Midnight Horizon) - 230 av. BY.

## En pleines ténèbres
En pleines ténèbres est écrit par Claudia Gray. Il est publié sous son titre original, Into the Dark, aux États-Unis par Disney Lucasfilm Press le 2 février 2021, avec alors 425 pages,. Il est traduit en français par Julien Bétan et publié par les éditions Pocket le 22 avril 2021, avec alors 448 pages,.

## Hors de l'ombre
Hors de l'ombre est écrit par Justina Ireland. Il est publié sous son titre original, Out of the Shadows, aux États-Unis par Disney Lucasfilm Press le 27 juillet 2021, avec alors 352 pages,. Il est traduit en français par Julien Bétan et publié par les éditions Pocket le 24 février 2022, avec alors 400 pages,.

## Horizon funèbre
Horizon funèbre est écrit par Daniel José Older. Il est publié sous son titre original, Midnight Horizon, aux États-Unis par Disney Lucasfilm Press le 1er février 2022, avec alors 496 pages,. Il est traduit en français par Julien Bétan et publié par les éditions Pocket le 25 août 2022, avec alors 480 pages,.